# Puiseux-Pontoise
Puiseux-Pontoise és un municipi francès, situat al departament de Val-d'Oise i a la regió d'Illa de França. L'any 2007 tenia 474 habitants.
Forma part del cantó de Cergy-1, del districte de Pontoise i de la Comunitat d'aglomeració de Cergy-Pontoise.

## Demografia

### Població
El 2007 la població de fet de Puiseux-Pontoise era de 474 persones. Hi havia 128 famílies, de les quals 12 eren unipersonals (8 homes vivint sols i 4 dones vivint soles), 16 parelles sense fills, 84 parelles amb fills i 16 famílies monoparentals amb fills.
La població ha evolucionat segons el següent gràfic:
Habitants censats

### Habitatges
El 2007 hi havia 129 habitatges, 128 eren l'habitatge principal de la família i 1 estava desocupat. 122 eren cases i 6 eren apartaments. Dels 128 habitatges principals, 102 estaven ocupats pels seus propietaris, 13 estaven llogats i ocupats pels llogaters i 13 estaven cedits a títol gratuït; 1 tenia una cambra, 7 en tenien dues, 6 en tenien tres, 18 en tenien quatre i 96 en tenien cinc o més. 107 habitatges disposaven pel capbaix d'una plaça de pàrquing. A 45 habitatges hi havia un automòbil i a 73 n'hi havia dos o més.

### Piràmide de població
La piràmide de població per edats i sexe el 2009 era:
| Homes | Edats   | Dones |
| ----- | ------- | ----- |
| 0     | 95 o +  | 0     |
| 0     | 90 a 94 | 0     |
| 0     | 85 a 89 | 0     |
| 4     | 80 a 84 | 4     |
| 4     | 75 a 79 | 4     |
| 0     | 70 a 74 | 4     |
| 0     | 65 a 69 | 0     |
| 4     | 60 a 64 | 4     |
| 8     | 55 a 59 | 0     |
| 16    | 50 a 54 | 0     |
| 8     | 45 a 49 | 20    |
| 24    | 40 a 44 | 16    |
| 20    | 35 a 39 | 24    |
| 28    | 30 a 34 | 28    |
| 16    | 25 a 29 | 16    |
| 16    | 20 a 24 | 8     |
| 20    | 15 a 19 | 8     |
| 20    | 10 a 14 | 16    |
| 8     | 5 a 9   | 24    |
| 24    | 0 a 4   | 16    |

## Economia
El 2007 la població en edat de treballar era de 322 persones, 244 eren actives i 78 eren inactives. De les 244 persones actives 229 estaven ocupades (125 homes i 104 dones) i 15 estaven aturades (8 homes i 7 dones). De les 78 persones inactives 10 estaven jubilades, 48 estaven estudiant i 20 estaven classificades com a «altres inactius».

### Ingressos
El 2009 a Puiseux-Pontoise hi havia 127 unitats fiscals que integraven 433,5 persones, la mediana anual d'ingressos fiscals per persona era de 22.755 €.

### Activitats econòmiques
Dels 94 establiments que hi havia el 2007, 2 eren d'empreses de fabricació de material elèctric, 5 d'empreses de fabricació d'altres productes industrials, 9 d'empreses de construcció, 31 d'empreses de comerç i reparació d'automòbils, 2 d'empreses de transport, 6 d'empreses d'hostatgeria i restauració, 6 d'empreses d'informació i comunicació, 1 d'una empresa financera, 7 d'empreses immobiliàries, 13 d'empreses de serveis, 10 d'entitats de l'administració pública i 2 d'empreses classificades com a «altres activitats de serveis».
Dels 21 establiments de servei als particulars que hi havia el 2009, 2 eren tallers de reparació d'automòbils i de material agrícola, 1 taller d'inspecció tècnica de vehicles, 2 paletes, 2 lampisteries, 1 electricista, 4 empreses de construcció, 1 perruqueria, 2 veterinaris, 4 restaurants, 1 agència immobiliària i 1 tintoreria.
Dels 10 establiments comercials que hi havia el 2009, 1 era un hipermercat, 2 botiges de menys de 120 m², 1 una botiga de menys de 120 m², 1 una fleca, 2 sabateries, 1 una botiga d'electrodomèstics i 2 floristeries.

## Equipaments sanitaris i escolars
El 2009 hi havia una escola elemental.

## Poblacions més properes
El següent diagrama mostra les poblacions més properes.